# Хеммерле, Алессандро
Алессандро Хеммерле (нем. Alessandro Haemmerle; род. 30 июля 1993, Фрауэнфельд) — австрийский сноубордист, выступающий в сноуборд-кроссе. Олимпийский чемпион 2022 года, двукратный призёр чемпионатов мира 2021 и 2025 годов, двукратный обладатель Кубка мира в сноуборд-кроссе.
На Олимпийских играх 2014 года занял 17-е место, а на Олимпийских играх 2018 года — седьмое.

## Призовые места на этапах Кубка мира

### 1-е место
Сноуборд-кросс
- 13 февраля 2013, Сочи, Россия

### 3-е место
Сноуборд-кросс
- 8 декабря 2012, Монтафон, Австрия (командное первенство)
- 16 марта 2013, Вейзонна, Швейцария

## Зачёт кубка мира

### Общий зачёт
- 2010/2011 — 84-е место (? очков)
- 2011/2012 — 193-е место (? очков)
- 2012/2013 — ? место (? очков)

### Зачёт по сноубордкроссу
- 2010/2011 — ?-е место (? очков)
- 2011/2012 — ?-е место (? очков)
- 2012/2013 — 6-е место (1368 очков)